# Carl Detlev Marschalck von Bachtenbrock
Carl Detlev Freiherr Marschalck von Bachtenbrock (* 9. Februar 1802 in Verden; † 11. Juni 1864 in Hannover) war ein königlich hannoverscher Landdrost im Regierungsbezirk Aurich.

## Biografie

### Familie
Marschalck war ein Sohn des hannoverschen Hauptmanns Karl Friedrich Marschalck von Bachtenbrock (1754–1818) und seiner zweiten Ehefrau Amalie Schulte von der Lühe.

Er heiratete 1844 Hildur von Wedel-Jarlsberg (1814–1901). Das Paar hatte mehrere Kinder:
- Ingeborg (1845–1910) ⚭ 1863 Emil von Hammerstein-Gesmold (1827–1894), preußischer Generalmajor
- Hildur Amalie (1847–1922), Kanonissin

### Ausbildung und Beruf
1819 war Marschalck als Jurastudent in Göttingen immatrikuliert, wo er Mitglied des Corps Bremensia wurde. 1823 war er Auditor in Hoya, Neuhaus und Stade, 1832 bereits Regierungsrat in Osnabrück. 1835, nach etwa einjähriger Auszeit, wurde er Regierungsrat in Hannover. 1841 besetzte Marschalck nach dem unerwarteten Tod des Landdrosten in Aurich, Friedrich von Wersebe (1784–1841), die dort freigewordene Stelle im Alter von 41 Jahren. Dank seiner umsichtigen Amtsführung während der Revolution blieb Ostfriesland von größeren Unruhen verschont. 1855 war er Mitglied im Hannoverschen Staatsrat. 1857 wurde Marschalck von Wilhelm Friedrich Otto von Borries, der bereits 1862 selbst in Ungnade fiel und seine Ämter räumen musste, aus dem Amt gedrängt. Darauf zog er sich zunächst zu seinem älteren Bruder Otto Marschalck von Bachtenbrock, der zur Unterscheidung von ihm der „rote Marschalck“ genannt wurde, und welcher zur gleichen Zeit Landdrost in Osnabrück und Stade war, zurück. Carl Detlev Marschalck wurde bis dahin der „schwarze Marschalck“ genannt. Als sein Bruder bereits 1858 verstarb, verlegte Marschalck seinen Lebensmittelpunkt nach Verden bzw. auf das benachbarte Gut Bockel als Sommersitz.
Für sein Wirken erhielt er das Ritterkreuz des Guelphen-Ordens.